# Прадела (Сондрио)
Прадела је насеље у Италији у округу Сондрио, региону Ломбардија.
Према процени из 2011. у насељу је живело 191 становника. Насеље се налази на надморској висини од 672 м.